# Ictíneo II

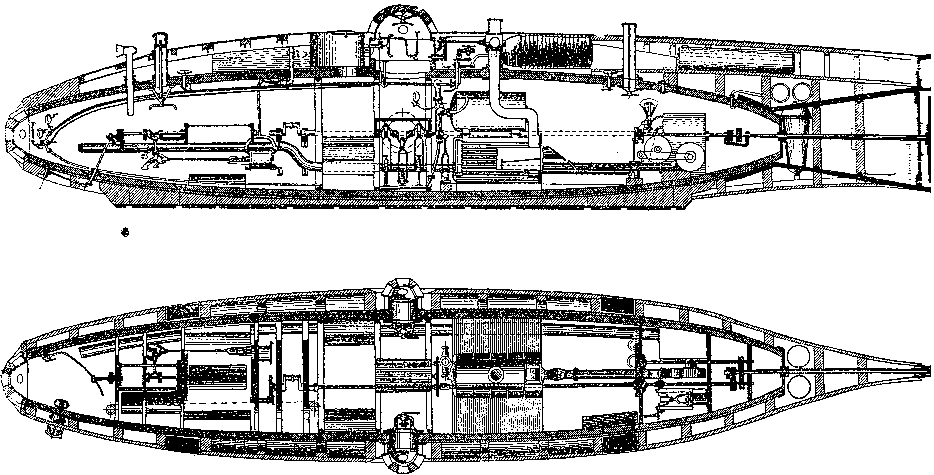
Plànol de l'interior del Ictíneo II (1858).

L'Ictíneo II fou el segon submarí construït per Narcís Monturiol i Estarriol (l'anterior va ser l'Ictíneo I). Fou el primer submarí propulsat a vapor el 2 d'octubre de 1864. Feia 14 metres de llargada, 2 metres d'amplada per 3 de profunditat i tenia un volum de 29 m³. Fou construït amb fusta d'olivera i reforços de roure i una capa de 2 mil·límetres de coure. A la part superior tenia una coberta d'1,3 metres d'ample amb tres ulls de bou amb vidres de 10 cm de gruix i 20 cm de diàmetre. Des de la torreta es controlava el timó mitjançant un engranatge de cargol sense fi.
Quatre compartiments estancs de 8 m³ situats simètricament a banda i banda garantien la flotabilitat del submarí quan aquests estaven buits. Aquests compartiments podien ser inundats a voluntat per tal de submergir-se. Emergir a la superfície s'aconseguia injectant aire als compartiments amb una bomba. Un pes que es desplaçava longitudinalment a través d'un rail permetia mantenir l'horitzontalitat durant la navegació submarina. Aquest mecanisme era controlat pel timoner. El submarí tenia un mecanisme d'escapatòria que permetia deixar anar llast i emergir a la superfície en cas d'emergència.
La invenció més important de Monturiol, però, fou el motor anaeròbic de l'Ictíneo II conjuntament amb la solució del problema de renovació de l'oxigen en un contenidor hermètic. El motor utilitzava un compost químic de manganès, peròxid, zinc i clorat de potassi que reaccionava generant la temperatura necessària per a la producció de vapor i produïa un gas, oxigen, el qual era recollit en tancs i posteriorment utilitzat per a la respiració de la tripulació i per a la il·luminació interior.
Per causa de problemes financers, l'Ictíneo II fou venut com a ferralla l'any 1868. Una rèplica del mateix es podia veure al port de Barcelona. Aquesta rèplica va ser retirada l'any 2010 degut al seu deteriorament, sense saber si serà restaurada i reubicada.
Cap altre submarí utilitzà un sistema de propulsió anaeròbica fins al 1940, quan l'armada alemanya provà un sistema utilitzant els mateixos principis, la turbina Walter, en el submarí experimental V-80 i posteriorment en els submarins navals U-791. El problema de la propulsió anaeròbica fou finalment resolt amb la invenció del primer submarí nuclear, el USS Nautilus.